# Copelatus cryptarchoides
Copelatus cryptarchoides är en skalbaggsart som beskrevs av Régimbart 1899. Copelatus cryptarchoides ingår i släktet Copelatus och familjen dykare. Inga underarter finns listade i Catalogue of Life.